# John Miles (rugbysta)
John Miles (ur. 1880 w Grimsby, zm. 23 stycznia 1953 w Sheffield) – angielski rugbysta, reprezentant kraju, sędzia sportowy.
Wystąpił w jednym spotkaniu angielskiej reprezentacji, przeciw Walijczykom w ramach Home Nations Championship 1903. Sędziował następnie pojedynki w edycjach 1913 i 1914.